# スポナビキャリア
スポナビキャリアは、株式会社スポーツフィールドが提供する、スポーツ経験者のための転職サービスの総称である。

## 解説
アマ・プロスポーツのフィールドで活躍してきたキャリアアドバイザーが、個々の求職者に合った転職支援をしている。プロスポーツ選手やアスリートのセカンドキャリアの問題が昨今話題にあがっているが、スポーツを経験した人財が社会で活躍できるフィールドを作ることは、スポーツの価値を上げることにつながるという趣旨で、同社の新卒向けサービス「スポナビ」と同様、転職支援サービス「スポナビキャリア」がスタートした。

## サイト
- スポナビ：新卒の体育会学生向けの就職支援サイト。
- スポナビバイト：体育会学生のアルバイト支援サイト。
- コーポレートサイト：「スポナビ」運営元のスポーツフィールド社の企業サイト